# Joana la Beltraneja
Joana de Castella, dita la Beltraneja (Madrid, 28 de febrer de 1462 - Lisboa, 1530), fou infanta de Castella, princesa d'Astúries i reina consort de Portugal (1475-1479).

## Orígens familiars
Quan nasqué era l'única filla del rei Enric IV de Castella de la seva segona esposa Joana de Portugal.
Enric IV havia estat anomenat pels seus adversaris "l'impotent", no tant per no haver tingut descendència amb la seva primera esposa, Blanca II de Navarra, sinó per ésser de domini públic l'abandó que feia de les seves obligacions conjugals.
Quan la seva segona esposa, Joana de Portugal, va donar a llum una nena, aquesta va ser atribuïda a una suposada relació adúltera de la reina amb un dels privats del monarca, Beltrán de la Cueva; aquest és el motiu pel qual la infanta castellana va tenir el sobrenom de la Beltraneja.

## Revoltes nobiliàries
Va ser nomenada hereva de la Corona el mateix any del seu naixement gràcies a les Corts de Toledo. Durant les revoltes nobiliàries contra Enric IV, els enemics d'aquest la van acusar d'il·legítima i van prendre partit pel germà del rei i príncep d'Astúries, l'infant Alfons de Castella i, una vegada mort aquest, per la seva germana Isabel de Castella. El monarca va intentar solucionar la situació casant la seva filla Joana amb Alfons, però els nobles revoltats no ho van acceptar. Els aixecaments (1464-1468) van acabar amb el Tractat dels Toros de Guisando, pel qual Enric IV reconeixia la seva germanastra Isabel de Castella com a hereva del tron, en perjudici de la seva pròpia filla.
Dos anys després, el 1470, al tenir notícia del matrimoni secret d'Isabel amb Ferran d'Aragó, va denunciar el pacte subscrit i va nomenar Joana hereva de Castella i fou nomenada Princesa d'Astúries.

## El problema successori
Enric IV de Castella va morir el 1474 amb el regne dividit entre els partidaris de Joana i els d'Isabel. Joana es va casar el 30 de maig de 1475 a Plasència amb el seu oncle Alfons V de Portugal, amb l'ajuda militar del qual va intentar obtenir la corona castellana que li disputava la seva altra tieta Isabel de Castella. D'aquest matrimoni, però, no tingueren descendents.
Isabel de Castella va vèncer a la batalla de Toro i per l'armistici del 4 de setembre de 1479, conegut com a Tractat d'Alcaçovas, Alfons i Joana van perdre totes les seves opcions al tron castellà.

## Final dels seus dies
El papa Sixt IV va decidir dissoldre la unió entre Joana i Alfons pel vincle de consanguinitat el 1479. Els Reis Catòlics van voler llavors casar Joana amb el seu fill primer i hereu l' infant Joan d'Aragó.
Joana es va oposar a casar-se amb el seu cosí, cosa que va trobar vexatòria per a la seva posició d'hereva natural. El fet d'haver de casar-se amb l'hereu d'aquella que li havia robat el tron, va fer que optés per l'opció "anti-isabelina" de les dues que se li van oferir -sense marge de maniobra- al Tractat d'Alcaçovas. Joana llavors es va enclaustrar en el Convent de Santa Clara de Coïmbra, del que va sortir uns anys més tard per a anar a establir-se a Lisboa, on va romandre fins a la seva mort, l'any 1530, fent-se anomenar sempre reina de Castella.